# Faouzi Yaya
Faouzi Yaya (sinh ngày 21 tháng 9 năm 1989) là một cầu thủ bóng đá người Algérie thi đấu cho USM Alger ở Giải bóng đá hạng nhất quốc gia Algérie.

## Sự nghiệp câu lạc bộ
Vào tháng 6 năm 2013, Yaya ký bản hợp đồng 2 năm cùng với ES Sétif.